# روبرت بوتير
روبرت بوتير (بالإنجليزية: Robert Potter)‏ هو جغرافي بريطاني، ولد في 24 فبراير 1950، وتوفي في 12 أبريل 2014.